# خوان ویلیامز
خوان ویلیامز (انگلیسی: Juan Williams؛ زادهٔ ۱۰ آوریل ۱۹۵۴) روزنامه‌نگار اهل ایالات متحده آمریکا و از مجریان فاکس نیوز است. او برندهٔ جوایزی همچون جایزه امی شده‌است و برای نشریاتی چون واشینگتن پست، نیویورک تایمز، وال استریت ژورنال، آتلانتیک و تایم مقاله می‌نویسد.